# Philosophia ancilla theologiae

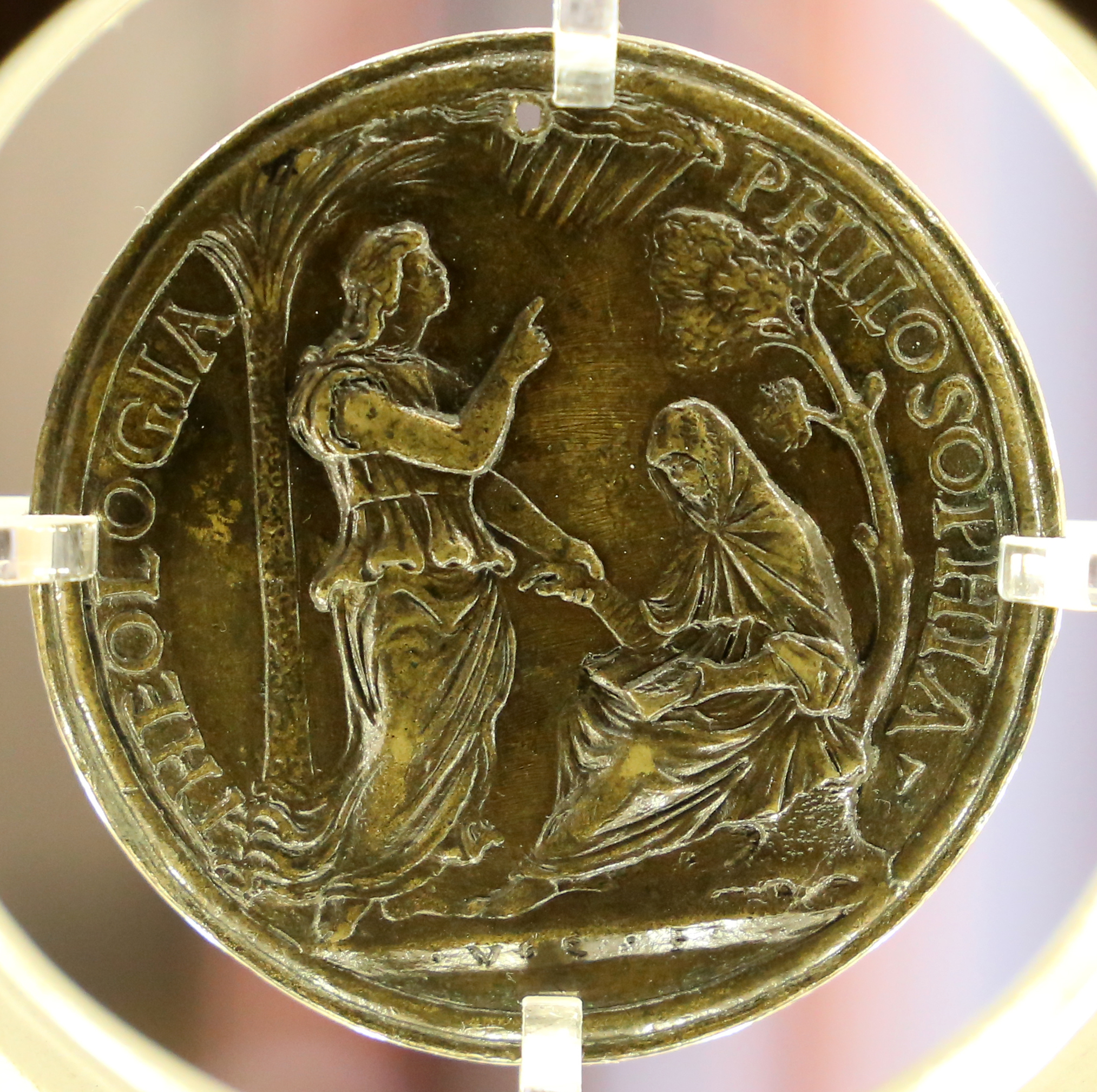
Vittor Gambello conocido como Camelio, medalla de Domenico Grimani con teología y filosofía

Philosophia ancilla theologiae («La filosofía es sierva de la teología») es una frase latina que expresa que la razón natural (no iluminada por la gracia o la revelación) está subordinada a la teología como ciencia más elevada. Dado que las artes liberales se atribuían a la filosofía en la Edad Media, esta disciplina englobaba todas las ciencias y artes que se ocupaban más allá de la teología, la jurisprudencia y la medicina.
La frase se atribuye al obispo italiano y doctor de la Iglesia Pedro Damián (c. 1006-1072). Aristóteles previamente consideró la teología o metafísica como la primera filosofía o ciencia. Los primeros usos de esta frase se dan en Filón y Clemente de Alejandría, en los que remite a la necesidad de que todo pensar humano se abra a aquella sabiduría que desvela y fundamenta el sentido del existir. Considera después la encrucijada medieval y particularmente la versión del adagio que dio Pedro Damián en sus escritos desconoce la positividad de la razón humana, incidiendo a la vez en una cosificación del mismo pensar teológico. Este pensamiento es después tomado y defendido por Santo Tomas de Aquino. El filósofo de la ilustración Immanuel Kant respondió al dicho en El conflicto de las facultades que “siempre existirá la duda de saber si ésta porta la antorcha delante de su graciosa dama o si, detrás de ella, lleva su manto”.Hegel también estuvo de acuerdo con esta frase al afirmar "Dios es el único objetivo de la filosofía”.